# Quedius semiobscurus
Quedius semiobscurus är en skalbaggsart som först beskrevs av Thomas Marsham 1802.  Quedius semiobscurus ingår i släktet Quedius, och familjen kortvingar. Arten är reproducerande i Sverige.